# Linda Miller
Linda Miller (Nueva York; 16 de septiembre de 1942) es una actriz estadounidense de ascendencia irlandesa. Es hija del reconocido comediante Jackie Gleason.

## Carrera
Miller, al criarse en un seno de artistas, supo desde pequeña que la actuación era su fuerte, por lo que se perfeccionó en la Academia de Arte Dramático.

### Filmografía
- 1967: King Kong Escapes
- 1967: Strange Rampage ............ Janis Payne
- 1969: Green Slime
- 1976: One Summer Love ............ Willa Arlington
- 1976: Alice, Sweet Alice ........... Catherine Spages
- 1977: Unmarried Woman ............ Jeannette
- 1980: Night of the Juggler.......... Barbara Boyd
- 1988: Elvis and Me .......... Ann
- 1989: Turner & Hooch .......... Mrs. Pine
- 1990: Dark Romances Vol. 2: Bleeding Hearts ........ Madre de Marley
- 1999: 2 Little, 2 Late .......... Molly White
- 2001: Claim
- 2009: 17 Again

### Televisión
En 1975 trabajó en Black Picture Show y en 1977 en NBC Special Treat.
En 1980 hizo Seizure: The Story of Kathy Morris. 
En 1983 fue parte de la serie The Mississippi. Dos años más tarde actuó en Highway to Heaven, protagonizada por  Michael Landon.
En 1986 interpretó a Gloria Beebe en un episodio de It’s a Living. Un año después hizo Los caballeros de Houston y  Mr. President.
En 1989 actuó en el papel de Cathy Jennings en el proyecto televisivo Freddy's Nightmares (Las pesadillas de Freddy) junto a Robert Englund.
Participó durante el 2002 y 2003 en la serie televisiva Law & Order: Criminal Intent en los episodios Tuxedo Hill como la oficial Douglas y en Undaunted Mettle como la doctora Morris.
Luego trabajó en otras series como Black Tie Nights (2005), NY: Distrito judicial (2006) y3Way  (2008-2009).

## Nominaciones
En 1975 fue nominada como mejor actriz de reparto en los Premios Tony por su trabajo en Black Picture Show.

## Vida privada
Estuvo casada con el dramaturgo y actor Jason Miller desde 1963 hasta 1973. Fruto de esa unión nació en 1966 su hijo Jason Patric, también actor, junto a sus otros dos hijos.